# Алексије Лазовић
Алексије Лазовић (Бијело Поље, 1774 — 1837) био је српски сликар и иконописац.

## Биографија
Рођен је у Бијелом Пољу у српској породици, а његов отац са којим је радио био је Симеон Лазовић, такође сликар и иконописац.
Међу делима Алексија Лазовића је иконостас у манастиру Режевићи који се налази у Петровцу на Мору, као и иконостас у Цркви Успења Богородице у Шибенику. Са својим оцем осликао је иконостас параклиса Светог Димитрија и Николе у манастиру Високи Дечани и иконостас манастира Савина код Херцег Новог.
Аутор је и иконе Богородице, насликане 1806. године и по угледу на слику која се приписује Светом Луки, ово дело се чува у Музејској ризници Пећке патријаршије. Дела Алексија Лазовића сачувана су и у црквама Доброселица, Мачкат и Бела Река на Златибору и иконостас који је осликао у манастиру Никољцу у Бијелом Пољу 1837. године.
Дечански иконостаси су најграндиознија и најлепша дела Симеона и Алексија Лазовића који су између 1764. и 1837. године урадили бројне иконостасе у црквама у Далмацији, Црној Гори, Босни и Херцеговини и Србији.
С обзиром на своје концепције ликовне уметности, ови иконописци су били настављачи поствизантијске традиције иконографије, прилагођавајући моделе укусу својих купаца модернизацијом, односно употребом постбарокне форме коју су практиковали гравери и сликари који су радили. Иконостас манастира Дечана у великој мери допуњује слику разноврсне делатности сликара Лазовића и омогућава нам да објективније судимо о њиховом стваралаштву које верно преноси друштвене и духовне прилике у којима су живели и испољавали своје таленте.